# حزب الخضر (إندونيسيا)

حزب الخضر الإندونيسي (بالإندونيسية: Partai Hijau Indonesia) حزب سياسي في إندونيسيا تأسس عام 2012. يتبع الحزب السياسة الخضراء، ولديه علاقات وثيقة مع المنتدى الإندونيسي للبيئة.
حزب الخضر الإندونيسي لديه أعضاء في جميع المقاطعات الـ 34 التي تمثل البلاد. كان الحزب يهدف إلى التسجيل في الانتخابات العامة الإندونيسية لعام 2019، ومع ذلك لم يصلوا إلى التسجيل في الوقت المناسب وبدلاً من ذلك أيدوا المستقلين أو أعضاء الأحزاب الأخرى. يسعى الحزب للتسجيل بحلول عام 2021.
تم دعم حزب الخضر الإندونيسي من قبل حزب الخضر الأسترالي كجزء من «برنامج الأحزاب السياسية الأسترالية من أجل الديمقراطية».